# Colonia Pedro Raygoza
Colonia Pedro Raygoza är en ort i Mexiko.   Den ligger i kommunen Tabasco och delstaten Zacatecas, i den centrala delen av landet, 500 km nordväst om huvudstaden Mexico City. Colonia Pedro Raygoza ligger 1 730 meter över havet och antalet invånare är 290.
Terrängen runt Colonia Pedro Raygoza är kuperad åt nordväst, men åt sydost är den platt. Runt Colonia Pedro Raygoza är det ganska glesbefolkat, med 38 invånare per kvadratkilometer. Närmaste större samhälle är Tabasco, 12,9 km sydost om Colonia Pedro Raygoza. I omgivningarna runt Colonia Pedro Raygoza växer huvudsakligen savannskog.